# XFL 2020
Die XFL 2020 war die erste Saison der American-Football-Liga XFL nach ihrer Wiedergründung. Die ursprüngliche XFL hatte 2001 nach einer Saison den Spielbetrieb eingestellt. 
Die Liga startete ihren Spielbetrieb am 8. Februar 2020, eine Woche nach dem Super Bowl LIV der NFL. Das Finale war für den 26. April 2020 im John O’Quinn Field at TDECU Stadium in Houston, Texas, geplant. Am 12. März, nach fünf Spieltagen, stellte die Liga wegen der Covid-19-Pandemie und der darauffolgenden Einschränkungen ein. Einen Monat später meldete die Liga Insolvenz an.
Übertragen wurden die Spiele der Liga auf den Sendern FOX, ABC, ESPN und FOX Sports.

## Teams
Am 5. Dezember 2018 veröffentlichte die XFL ihre acht Standorte. Darunter waren nur zwei der ursprünglichen XFL-Städte, New York und Los Angeles. Außer in St. Louis gab es in allen Standorten auch mindestens ein NFL-Team. Die Namen der Teams wurden am 21. August 2019 bekannt gegeben. Keines der Teams übernahm einen der alten XFL-Teamnamen. Alle Teams gehörten der Liga selbst.
| Team                  | Stadt, Bundesstaat          | Stadion                      | Kapazität     | Head Coach     |
| East Division         | East Division               | East Division                | East Division | East Division  |
| --------------------- | --------------------------- | ---------------------------- | ------------- | -------------- |
| DC Defenders          | Washington, D.C.            | Audi Field                   | 20.000        | Pep Hamilton   |
| New York Guardians    | East Rutherford, New Jersey | MetLife Stadium              | 33.346        | Kevin Gilbride |
| St. Louis BattleHawks | St. Louis, Missouri         | The Dome at America’s Center | 28.352        | Jonathan Hayes |
| Tampa Bay Vipers      | Tampa, Florida              | Raymond James Stadium        | 44.441        | Mark Trestman  |
| West Division         |                             |                              |               |                |
| Dallas Renegades      | Arlington, Texas            | Globe Life Park              | 25.000        | Bob Stoops     |
| Houston Roughnecks    | Houston, Texas              | TDECU Stadium                | 40.000        | June Jones     |
| Los Angeles Wildcats  | Carson, Kalifornien         | Dignity Health Sports Park   | 27.000        | Winston Moss   |
| Seattle Dragons       | Seattle, Washington         | CenturyLink Field            | 37.722        | Jim Zorn       |

## Regular Season
| Datum            | Heimteam              | Erg.    | Auswärtsteam          | Zuschauer |
| Woche 1          | Woche 1               | Woche 1 | Woche 1               | Woche 1   |
| ---------------- | --------------------- | ------- | --------------------- | --------- |
| 8. Februar 2020  | DC Defenders          | 31:19   | Seattle Dragons       | 17.163    |
| 8. Februar 2020  | Houston Roughnecks    | 37:17   | Los Angeles Wildcats  | 17.815    |
| 9. Februar 2020  | New York Guardians    | 23:3    | Tampa Bay Vipers      | 17.634    |
| 9. Februar 2020  | Dallas Renegades      | 09:15   | St. Louis BattleHawks | 17.206    |
| Woche 2          |                       |         |                       |           |
| 15. Februar 2020 | DC Defenders          | 27:0    | New York Guardians    | 15.031    |
| 15. Februar 2020 | Seattle Dragons       | 17:9    | Tampa Bay Vipers      | 29.172    |
| 16. Februar 2020 | Los Angeles Wildcats  | 18:25   | Dallas Renegades      | 14.979    |
| 16. Februar 2020 | Houston Roughnecks    | 28:24   | St. Louis BattleHawks | 17.103    |
| Woche 3          |                       |         |                       |           |
| 22. Februar 2020 | Tampa Bay Vipers      | 27:34   | Houston Roughnecks    | 18.117    |
| 22. Februar 2020 | Seattle Dragons       | 12:24   | Dallas Renegades      | 22.060    |
| 23. Februar 2020 | St. Louis BattleHawks | 29:9    | New York Guardians    | 29.554    |
| 22. Februar 2020 | Los Angeles Wildcats  | 39:9    | DC Defenders          | 12.221    |
| Woche 4          |                       |         |                       |           |
| 29. Februar 2020 | New York Guardians    | 17:14   | Los Angeles Wildcats  | 12.116    |
| 29. Februar 2020 | St. Louis BattleHawks | 23:16   | Seattle Dragons       | 27.527    |
| 1. März 2020     | Dallas Renegades      | 20:27   | Houston Roughnecks    | 18.332    |
| 1. März 2020     | Tampa Bay Vipers      | 25:0    | DC Defenders          | 12.249    |
| Woche 5          |                       |         |                       |           |
| 7. März 2020     | Houston Roughnecks    | 32:23   | Seattle Dragons       | 19.773    |
| 7. März 2020     | Dallas Renegades      | 12:30   | New York Guardians    | 15.950    |
| 8. März 2020     | DC Defenders          | 15:6    | St. Louis BattleHawks | 16.342    |
| 8. März 2020     | Los Angeles Wildcats  | 41:34   | Tampa Bay Vipers      | 12.181    |

### Abgesagte Spiele
| Datum          | Heimteam              | Auswärtsteam          |
| Woche 6        | Woche 6               | Woche 6               |
| -------------- | --------------------- | --------------------- |
| 14. März 2020  | New York Guardians    | Houston Roughnecks    |
| 14. März 2020  | Tampa Bay Vipers      | St. Louis BattleHawks |
| 15. März 2020  | DC Defenders          | Dallas Renegades      |
| 15. März 2020  | Seattle Dragons       | Los Angeles Wildcats  |
| Woche 7        |                       |                       |
| 21. März 2020  | Tampa Bay Vipers      | Dallas Renegades      |
| 21. März 2020  | St. Louis BattleHawks | Los Angeles Wildcats  |
| 22. März 2020  | Seattle Dragons       | New York Guardians    |
| 22. März 2020  | Houston Roughnecks    | DC Defenders          |
| Woche 8        |                       |                       |
| 28. März 2020  | DC Defenders          | Tampa Bay Vipers      |
| 28. März 2020  | New York Guardians    | St. Louis BattleHawks |
| 29. März 2020  | Los Angeles Wildcats  | Houston Roughnecks    |
| 29. März 2020  | Dallas Renegades      | Seattle Dragons       |
| Woche 9        |                       |                       |
| 2. April 2020  | Houston Roughnecks    | Dallas Renegades      |
| 4. April 2020  | New York Guardians    | DC Defenders          |
| 5. April 2020  | St. Louis BattleHawks | Tampa Bay Vipers      |
| 5. April 2020  | Los Angeles Wildcats  | Seattle Dragons       |
| Woche 10       |                       |                       |
| 9. April 2020  | Dallas Renegades      | Los Angeles Wildcats  |
| 11. April 2020 | Seattle Dragons       | Houston Roughnecks    |
| 12. April 2020 | St. Louis BattleHawks | DC Defenders          |
| 12. April 2020 | Tampa Bay Vipers      | New York Guardians    |

### Tabellen

#### East Division
|                       | S | N | SQ    | P+ | P−  |
| --------------------- | - | - | ----- | -- | --- |
| DC Defenders          | 3 | 2 | 0.600 | 82 | 89  |
| St. Louis BattleHawks | 3 | 2 | 0.600 | 97 | 77  |
| New York Guardians    | 3 | 2 | 0.600 | 79 | 85  |
| Tampa Bay Vipers      | 1 | 4 | 0.200 | 98 | 115 |

#### West Division
|                      | S | N | SQ    | P+  | P−  |
| -------------------- | - | - | ----- | --- | --- |
| Houston Roughnecks   | 5 | 0 | 1.000 | 158 | 111 |
| Dallas Renegades     | 2 | 3 | 0.400 | 90  | 102 |
| Los Angeles Wildcats | 2 | 3 | 0.400 | 129 | 122 |
| Seattle Dragons      | 1 | 4 | 0.200 | 87  | 119 |

Abkürzungen: Siege, Niederlagen, SQ Siegquote, P+ erzielte Punkte, P− gegnerische Punkte.

## Playoffs
In den Halbfinals sollten in jeder Division der Erste gegen den Zweiten spielen. Die Spiele waren für den 18. und 19. April 2020 angesetzt.
Das XFL Championship Game 2020 war für den 26. April 2020 geplant.